# Grosser Preis des Kantons Aargau 2009
Il Grosser Preis des Kantons Aargau 2009, quarantaseiesima edizione della corsa, valido come evento del circuito UCI Europe Tour 2009 categoria 1.HC, fu disputato il 7 giugno 2009 per un percorso totale di 196 km. Fu vinto dallo slovacco Peter Velits, al traguardo con il tempo di 4h 46' 29" alla media di 41,04 km/h.
Al traguardo 96 ciclisti portarono a termine il percorso.

## Ordine d'arrivo (Top 10)
| Pos. | Corridore            | Squadra       | Tempo    |
| ---- | -------------------- | ------------- | -------- |
| 1    | Peter Velits         | Team Milram   | 4h46'29" |
| 2    | Ben Hermans          | Topsport Vl.  | s.t.     |
| 3    | Heinrich Haussler    | Cervélo       | a 2"     |
| 4    | Mychajlo Chalilov    | Cer. Flaminia | s.t.     |
| 5    | Thor Hushovd         | Cervélo       | s.t.     |
| 6    | Reinier Honig        | Vacansoleil   | s.t.     |
| 7    | Maxime Bouet         | Agritubel     | s.t.     |
| 8    | Simon Zahner         | Svizzera      | s.t.     |
| 9    | Greg Van Avermaet    | SIL           | s.t.     |
| 10   | Pieter Vanspeybrouck | TSV           | s.t.     |